# UEFA Euro 2008 (игра)
«UEFA Euro 2008» — компьютерная игра в серии игр «Electronic Arts» о Чемпионатах Европы по футболу. Игра разработана в студии «EA Canada» и издана «Electronic Arts» под брендом EA Sports. Игра вышла в апреле 2008 в Европе, а в мае 2008 — в Северной Америке. Версии для платформ Xbox 360 и PlayStation 3 используют усовершенствованный движок игры с улучшенной графикой, современным геймплеем и многими другими особенностями, которых нет в версиях для других платформ (включая PC), использующих старый движок.

## Особенности
- UEFA Euro 2008 — единственная лицензированная игра Чемпионата Европы по футболу 2008 года, в которой представлены все логотипы и товарные знаки чемпионата, все команды и все стадионы Австрии и Швейцарии, на которых проходил Чемпионат Европы по футболу 2008 года.
- Новый игровой режим «Captain Your Country» (рус. Капитан Сборной) представляет возможность сыграть матчи за одного единственного футболиста (без переключения между ними) и заслужить звание капитана сборной. Это может быть как уже существующий футболист, так и созданный игроком при помощи специального встроенного в игру редактора. Задачей игрока в этом режиме становится выход вместе со своей сборной в финальную часть Чемпионата Европы, а затем завоевание главного трофея и получения приза лучшего игрока чемпионата — «Adidas Golden Foot» (рус. Золотая Бутса Adidas).
- Многопользовательский игровой режим «UEFA Euro 2008 Online» — онлайн-чемпионат, матчи в котором проводятся по интернету. Игры начинаются со стадии плей-офф.
- Режим «Battle of the Nations» (рус. Битва Наций). При первом запуске игроку предлагается выбрать страну, которую он будет представлять. Изменить этот выбор в дальнейшем будет нельзя, чтобы избежать мошенничества и специальных занижений результатов. После каждого проведенного матча (не обязательно за страну, которую он представляет) игрок зарабатывает баллы, которые засчитываются как ему лично, так и стране, которую он представляет, в режиме «Battle of the Nations». По итогам каждого дня (до 30 июня) определяются лучшие игроки среди победившей страны.
- Изменение рейтингов футболистов — в зависимости от показанных результатов показатели футболистов изменяются, в результате чего возможно как улучшение показателей, так и их ухудшение.
- Режим «Story of Qualifying» (рус. История отборочного турнира) позволяет игрокам пройти через определенные игровые сценарии, основанные на истории отборочного турнира Euro 2008. Выполняя задания игрок получает возможность открыть задания более сложной категории.
- Изменения погоды — теперь погода действительно влияет на игровой процесс. Например, дождь может создавать огромные лужи на поле, в которых мяч будет терять свою скорость, что приводит к непредсказуемым ситуациям.
- Празднование гола теперь управляется самим игроком. После того, как был забит гол, различные комбинации клавиш приведут к различным действиям футболиста.
- Уровень игрока идет от новичка до голедора.

## Профиль игрока
На специальном сайте EA Sports для каждого игрока создается свой профиль, в котором ведется учет сыгранных матчей, создается список друзей игрока. Игрок может вступать в группы по интересам, загружать своё видео из игры, общаться и создавать свой собственный аватар, покупая для него новую одежду на персональные очки, заработанные во время игры.

## Системные требования
- Процессор 1,3 ГГц (2,4 ГГц для ОС Windows Vista)
- 256 Mб оперативной памяти (1024 Mб для ОС Windows Vista)
- Видеокарта с 64 Мб видеопамяти, совместимая с DirectX 9.0c
- Около 2,32 Гб свободного пространства на жестком диске
- DVD-дисковод
- Звуковая карта, совместимая с DirectX 9.0c
- Широкополосное соединение с Интернетом на скорости 512 Кбит/с (для коллективной игры)
- Windows 2000 SP4, Windows XP SP2, Windows Vista или более новые версии.

## Саундтрек
Игра содержит в себе следующий лицензионный саундтрек:
| Артист                  | Песня                                       | Альбом                               | Страна     |
| ----------------------- | ------------------------------------------- | ------------------------------------ | ---------- |
| Carolina Liar           | I’m Not Over                                | Coming to Terms                      | США        |
| Crystal Castles         | Air War                                     | Crystal Castles                      | Канада     |
| Yelle                   | À Cause des Garçons (Riot in Belgium Remix) | Pop Up                               | Франция    |
| The Pigeon Detectives   | I’m Not Sorry                               | Wait For me                          | Англия     |
| Boys Noize              | Don’t Believe The Hype                      | Oi Oi Oi                             | Германия   |
| Datarock                | I Used To Dance With My Daddy               | Datarock Datarock                    | Норвегия   |
| Ejectorseat             | Attack Attack Attack                        | Attack Attack Attack                 | Англия     |
| Infected Mushroom       | Becoming Insane                             | Vicious Delicious                    | Израиль    |
| Junkie XL & Electrocute | Mad Pursuit                                 | Booming Back At You                  | Нидерланды |
| Karoshi Bros.           | Love The World                              | Karoshi Bros.                        | Англия     |
| Look See Proof          | Casualty                                    |                                      | Англия     |
| The Magic Numbers       | Take A Chance                               | Those the Brokes                     | Англия     |
| Mendetz                 | The Boola Shines In A Pink Neon Room        | The Boola Shines In A Pink Neon Room | Испания    |
| Mexicolas               | Come Clean                                  | X                                    | Англия     |
| Operator Please         | Get What You Want                           | Yes Yes Vindictive                   | Австралия  |
| Pete & the Pirates      | Come On Feet                                | Little Death                         | Англия     |
| The Features            | I Will Wander                               | Contrast                             | США        |
| The Magnificents        | Get It Boy                                  | Year Of Explorers                    | Шотландия  |
| The Young Punx          | Your Music Is Killing Me                    | Your Music Is Killing Me             | Англия     |

## Отзывы
| Сводный рейтинг | Сводный рейтинг | Сводный рейтинг |
| Издание         | Оценка          | Оценка          |
| Издание         | PS3             | Xbox 360        |
| --------------- | --------------- | --------------- |
| GameRankings    | 78,21 %         | 79,54 %         |